# Phra Lak Phra Ram

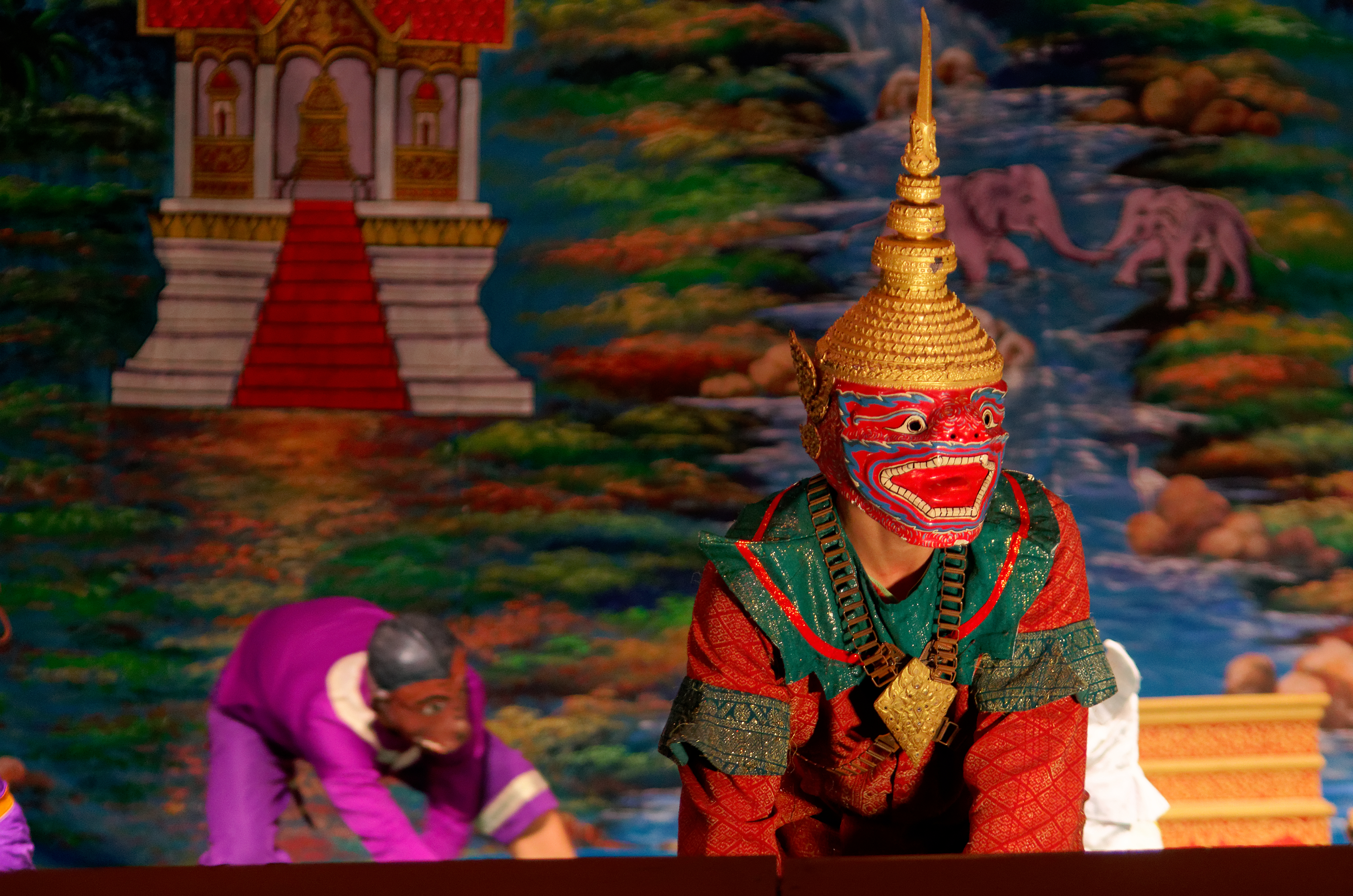
Escena de Phra Lak Phra Ram, la forma laosiana del Ramayana indio. Se registraron varias versiones de la historia en manuscritos de hojas de palma entre el y principios del.

"Phra Lak Phra Ram" es la denominación de la interpretación laosiana del Dasaratha Jataka, que cuenta la historia de una de las vidas anteriores de Buda como un Bodhisatta llamado Rama,  y es la novela nacional del pueblo laosiano. Fue llevada a Laos y otros países del sudeste asiático al propagarse el budismo. La historia llegó a Laos mucho más tarde que Camboya y Tailandia (Siam) y, por lo tanto, se vio sujeta a adaptaciones locales.

## Denominación
El Phra Lak Phra Ram debe su nombre a dos personajes principales, los hermanos Phra Lak, o Lakshaman, y Phra Ram, o Rama. Como Phra Ram es considerado el héroe, se cree que el nombre alterado se eligió por razones de eufonía. Sin embargo, los bailarines veteranos de Luang Prabang afirman que Phra Lak aparece en primer lugar en deferencia a su ayuda voluntaria a Phra Ram, cuyas acciones eran obligatorias para su reinado. Dado que se considera un cuento Jataka, se le denomina Phra Ram Xadôk (ພຣະຣາມຊາດົກ, pʰrāʔ ráːm sáː dók). También se le llamaba Rammakien (ຣາມມະກຽນ, Ráːm māʔ kian), que es el nombre que reciben otras variedades regionales del Ramayana en general.

## Introducción a Laos
Las leyendas laosianas atribuyen la introducción del Phra Ram Xadôk al primer rey de Lan Xang, Chao Fa Ngoum, quien llegó con sus soldados, artistas, bailarines, concubinas, poetas músicos de Angkor que habrían estado familiarizados con el Reamker. Sin embargo, la civilización hindú conocida como "Gandhara" , penetró en la región actualmente Yunnan de China no más tarde del siglo II a. C. a. C.  La cultura, la lengua y la religión hindúes se extendieron por esa parte del mundo a raíz de los logros culturales de los sahavahanas (230 a. C.-220 d. C.). Aunque no se pueden establecer fechas definitivas para la migración gradual de los tai hacia el interior desde China, es probable que la transmisión de la epopeya se produjera mucho antes de la fecha tradicional. Las tribus tai se asentaron definitivamente en los confines de los reinos altamente influidos por la cultura hindú de la cultura mon y jemer, adoptando gran parte del aprendizaje y el conocimiento hindú. A medida que esos reinos retrocedían, los laosianos pasaron a venerar los templos hindúes anteriores, a menudo decorados con motivos del Ramayana y el Mahabharata, como el de Vat Phou, en Champassak.
Versiones anteriores se mantuvieron algo similares a otras versiones, pero en el siglo XVIII, las versiones ya estaban completamente adaptadas localmente. Aunque el budismo Theravada era conocido por las tribus Tai del río Mekong ya en el siglo VII u VIII a. C., no fue hasta los siglos XIV o XV que un budismo Theravada revigorizado suplantó las lealtades animistas, hindúes o budistas Mahayana anteriores. Esto también habría visto la introducción del Dasaratha Jataka, una antigua cristalización budista de la historia. Para el siglo XVIII, los manuscritos están completamente adaptados a la cultura de Laos y a la religión budista Theravada.

## Significado religioso
La cultura laosiana siempre ha sido oral y visual, y las cortes reales solían codificar los cuentos orales en elaboradas danzas dramáticas. Gran influencia en la danza provino de la cultura jemer, tailandesa e incluso javanesa, con un ligero toque nativo. En los dramas de baile khône y lakhone, el simbolismo, el vestuario y la historia también están más en sintonía con las tradiciones jemer, tailandesa y javanesa y están más influenciados por ellas.
Algunas versiones anuncian explícitamente que se trata de un cuento de Jataka, mientras que en otras se supone que lo son. Phra Lak y Phra Ram son el epítome del liderazgo moral, la ética, el desinterés y la vida fiel al dharma. Pha Ram se asocia con una vida anterior de Siddartha Gautama, mientras que su primo Hapmanasouane (Ravanna) a menudo se compara con el primo de Buda, Phra Thevathat, o el último punto muerto de Buda hacia la iluminación, Phra Man. Los paralelos incluyen su conocimiento religioso y su superioridad moral en general, pero también su ruina por la codicia y el deseo. Hampanasouane como Mara, la personificación de los deseos mundanos que trató de tentar al Buda durante la meditación, se puede ver en ambas búsquedas de lujuria, poder y ganancia material. La cosmología y algunos elementos están tomados del Tripitaka, como el mayor papel de Indra frente a Shiva, e Indra preguntando acertijos de religión y pensamiento budista a un joven Hapmanasouane. Aunque importante, religiosamente, está subordinado a los relatos Jataka más grandes y cronológicamente más recientes de Phra Vet y los anales de la vida de Siddhartha Gautama.
Los elementos animistas no son tan evidentes en el Phra Lak Phra Ram, pero vale la pena señalar que el paisaje se desarrolla a lo largo del río Mekong. Ella es una gran diosa y un espíritu ancestral que es tan sagrado y por excelencia 'suyo' como el Ganges lo es para la India y una personificación del agua, la generosidad y la vida. También fue el rey de los nagas quien sugirió que el padre de Phra Ram trasladara la capital de Maha Thani Si Pan Phao (la actual Nong Khai, Tailandia) al otro lado del banco a Chantaboury Sri Sattanak (la actual Vientián). Como la mayoría de los elementos animistas, los Nāga se ven tanto en contextos de influencia budista como hindú, pero el culto a los nagas es anterior a la influencia india en la región y son comunes en los cuentos populares de Laos e Isan. Una versión única del Phra Lak Phra Ram, el Khwai Thoraphi se centra mucho en la lucha de Sankhip y Palichane con el búfalo de agua. A menudo se leía en el templo, probablemente en el intento del budismo de reemplazar las ceremonias de propiciación espiritual de Laos que involucraban el sacrificio de búfalos de agua.

## Influencia en la cultura y el arte

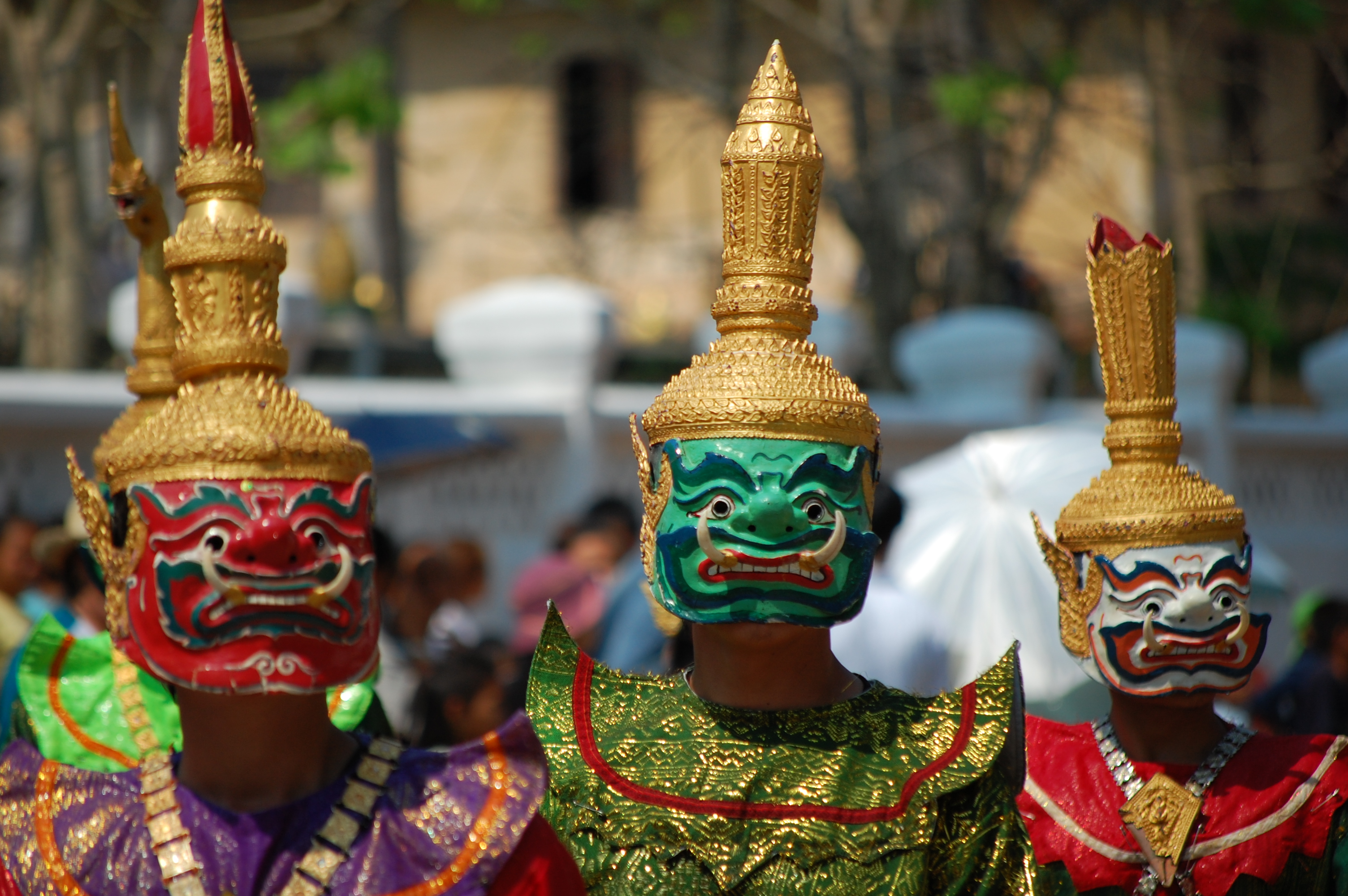
Una bailarina con una máscara de demonio de Phra Lak Phra Ram

La importancia de Phra Lak Phra Ram para la cultura de Laos se puede ver en lo omnipresente que es. Es un pilar de la danza y el teatro, el canto, la pintura, la escultura, los textos religiosos y los manuscritos. También se ve en las artes más comunes, como el morlam clásico, el folclore y las danzas de los pueblos. Se representaron escenas de bailarines de la corte en las celebraciones del Año Nuevo de Laos y otras festividades budistas. Los textos se leen comúnmente durante los sermones. Y los cuentos mismos se han entrelazado profundamente con el folclore local, el mito y la leyenda. Esculturas, lacas, tallas y pinturas adornan templos y palacios. Los capítulos han sido intrincadamente elaborados en canciones y bailes y música de acompañamiento. A través de los elementos budistas, se reafirman las creencias laosianas de moralidad y karma. La primera mitad de las versiones de Laos también establece la mitología para la creación de las entidades políticas, las características de la tierra y las vías fluviales de Laos, y sirve como transmisión de la cultura.

## Personajes

### Personajes principales
Phra Ram (ພຣະຣາມ, pʰrāʔ ráːm)
- Hijo de Thattaratha, hermano de Phra Lak, esposo de Nang Sida.

Phra Lak (ພຣະລັກ, pʰrāʔ lāk)
- Hijo de Thattaratha, hermano de Phra Ram.

Nang Sida (ນາງສີດາ, náːŋ sǐː daː)
- Hija de Thôtsakane y Nang Chanta, encarnación de Nang Souxada.

Thôtsakane o Hapmanasouane (ທົດສະກັນ, tʰōt sáʔ kan; ຮາບມະນາສວນ, hȃːp māʔ naː sŭaːn)
- Soun de Viloun Ha, encarnación de Thao Loun Lo.

### Personajes celestiales
- Phra In (ພຣະອິນ, pʰrāʔ ʔìn)
  - Jefe de los dioses, mentor de Thao Loun Lo.
- Phra Isouane o Tapboramèsouane (ພຣະອີສວນ, pʰrāʔ ʔiː sŭaːn; ຕັບບໍຣະເມສວນ, táp bɔː rāʔ méː s ŭaːn)
  - Un dios que cae a la tierra y es el primer gobernante de Inthapatha Maha Nakhone.
- Phra Phrôm o Phrômmachak (ພຣະພຣົມ, pʰrāʔ pʰróm; ພຣົມມະຈັກ, pʰróm mā tɕák)
  - Príncipe de Muong Thoay, padre de varias esposas menores de Phra Lak y Phra Ram.
- Nang Souxada (ນາງສຸດຊາດາ, sút sáː daː)
  - Esposa de Indra que es profanada por Hapmanasouane y jura buscar venganza en su próxima vida como Nang Sida.
- Phra Athit (ພຣະອາທິດ, pʰrāʔ ʔàːtʰīt)
  - El dios del sol tiene una aventura con Nang Khaysi, quien da a luz a los hijos Sanghkip y Palichane.
- Phagna Khrout (ພະຍາຄຸດ, pʰāʔ ɲáː kʰūt)
  - Garuda reemplaza a Jatayu.
- Manikap (ມະນີກາບ, māʔ níː kȁːp)
  - El Pegaso-como vahana, o montura de la deidad, de Indra.
- Phagna Nak (ພະຍານາກ, pʰāʔ ɲáː nȃːk)
  - Rey de los Nagas, protector y deidad fundadora de Chao Si Sattanak.

### Monos
La ascendencia divina hace que estos monos sean especiales. El término más formal para esta clase de simios humanoides es vanone (ວານອນ, váː nɔ́ːn). Debido a esto, los varones toman el título nobiliario Thao (ທ້າວ, tʰȃːo).
- Hanoumane o Hounlamane (ຫະນຸມານ, háʔ nū máːn ; ຫຸນລະມານ, hŭn lāʔ máːn)
  - Hijo de Pha Ram y Nang Phéngsi, ayuda en la búsqueda de Nang Sida y la batalla con Hampanasouane.
- Sangkhip (ສັງຄີບ, săŋ kʰȋːp)
  - Cambia el papel de Vali de Valmiki, hijo de la violación de Nang Khaysi por Phra Athit, hermano de Palichane.
- Palichane (ພະລີຈັນ, pʰāʔ líː tɕan)
  - Cambia el papel de Sugriva de Valmiki, hijo de la violación de Nang Khaysi por Phra Athit, hermano de Sangkhip.
- Nang Phéngsi (ນາງແພງສີ, náːŋ pʰɛ́ːŋ sǐː)

## Versiones

### Textual
Debido a la naturaleza frágil de la materia orgánica en climas cálidos y húmedos, la mayoría de estos textos se han perdido o destruido en su mayoría. Sin embargo, se han descubierto varios textos en Vat Phra Kèo en Vientián, Vat Kang Tha en Ban Bo Ô, Ban Naxone Tay, Ban Hom y Vat Nong Bon, en Laos; Roi Et en Tailandia, ahora ubicado en Bangkok; y un manuscrito de la versión de Vientián en Phnom Penh. De estos, solo Ban Hom y Ban Naxone Tay conservan versiones completas.
Solo existen dos ediciones impresas modernas. La más destacada es la versión de Sachchidanda Sahai, basada principalmente en la versión Vat Phra Kèo. Fue impreso en 1973 con el patrocinio de la Embajada de la India en Vientián. El erudito vietnamita Vo Thu Tinh también publicó una versión de 1972 adaptada del manuscrito de Vat Kang Tha, y se representa en Vat Oup Muong en Vientián. Esta versión ha sido criticada por ser demasiado simplificada.

### Textos relacionados
Además del Phra Lak Phra Ram, se conocen otras historias similares de Laos.
- Phrommachak

- En una versión del pueblo Tai Lu preservada en Louang Phrabang, Sita nace como la esposa de Indra, Sujata, quien es violada por Ravana y renace como la hija de Ravana, On Hi Slap.
- Kuay Torafi
- Langka Noy